# Йохан Непомук Карл (Лихтенщайн)
Йохан Непомук Карл Боромеус Йозеф Франц де Паула Франц Ксавер Килиан фон Лихтенщайн (на немски: Johann Nepomuk Carl Borromäus Joseph Franz de Paula Franz Xaver Kilian Fürst von und zu Liechtenstein; * 6 юли 1724, Виена; † 22 декември 1748, Варшава/ или във Вишков, Чехия) е 7. княз на Лихтенщайн (1732 – 1748).

## Биография
Той е син на 6. княз Йозеф I Йохан Адам фон Лихтенщайн (1690 – 1732) и третата му съпруга графиня Мария Анна Катарина фон Йотинген-Шпилберг (1693 – 1729), дъщеря на граф (княз 1734) Франц Албрехт фон Йотинген-Шпилберг (1663 – 1737) и наследничката фрайин Йохана Маргарета фон Швенди (1672 – 1727).
Йохан Непомук Карл е на осем години, когато баща му умира през 1732 г. След това той е под опекунството на чичо му княз Йозеф Венцел I фон Лихтенщайн. Йохан Непомук Карл поема сам управлението през 1745 г. Той не успява да има успехи.
Умира на 24 години на 22 декември 1748 г. във Варшава или във Вишков, Чехия. Гробът му е във фамилната гробница на род фон Лихтенщайн във Вранов (Моравия).

## Фамилия
Йохан Непомук Карл фон Лихтенщайн се жени на 19 март 1744 г. за братовчедката си Мария Йозефа фон Харах (* 20 ноември 1727, Виена; † 15 февруари 1788, Роуднице над Лабем, Чехия), дъщеря на граф Фридрих Август фон Харах-Рорау (1696 – 1749) и принцеса Мария Елеонора Каролина фон Лихтенщайн (1703 – 1757), дъщеря на княз Антон Флориан фон Лихтенщайн (1656 – 1721) и графиня Елеонора Барбара Катарина фон Тун-Хоенщайн (1661 – 1723). Те имат три деца:
- Мариана (* октомври 1745; † 27 април 1752)
- Йохан Йозеф (* 5 май 1747; † 20 май 1747)
- Мария Антония (* 13 юни 1749, Виена; † 28 ай 1813, Виена), омъжена на 17 януари 1768 г. във Виена за 2. княз Йохан Венцел Паар (* 27 януари 1744; † 22 ноември 1812, Виена)[6]

Вдовицата му Мария Йозефа се омъжва втори път на 28 ноември 1752 г. за княз Йозеф Мария Карел фон Лобковиц (* 8 януари 1724; † 5 март 1802).